# 網球拍

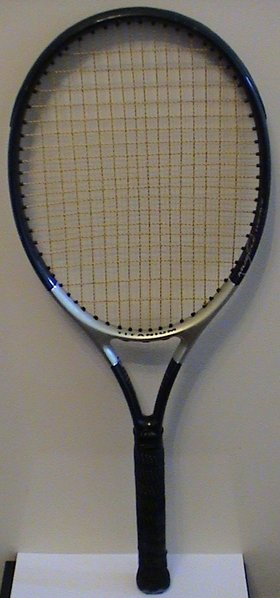
網球拍

網球拍，是打網球必備的器具，外型看起來就像是拍面放大版的羽毛球球拍。

## 網球拍組成

### 網框
早期有木製和金屬製，近年來幾乎在市面上所見的都是複合材質製成的，主要是碳纖維、FRP、塑鋼等。基本上網框不能用來擊球，因為一旦用網框擊球，網球就會像棒球一樣亂飛，進而造成球框變形。

### 拍面
拍面是用網球線組成，通常拍面中心會印有製造商的標誌，用以表示最佳擊球位置。

### 握把
是網框的延伸，與網框是一體成型。為免使用者受傷，會包覆兩層握把布，而有些球員會因為習慣不同，而只包一層握把布。握把底會印上製造廠商的標誌，以資辨別廠商。

## 分類
網球拍可分為
- 攻擊型網球拍：拍面較小，但彈力極大，對於對抽抽球和殺球均能加倍。
- 防守型球拍：與攻擊型球拍正好相反，拍面較大，適於接球
- 綜合型球拍：綜合攻擊型和防守型。拍面介於這兩種之間，是最常見的球拍

## 價格
網球拍從新台幣數百元到數千元近萬都有。越是知名品牌當然越貴，通常落在新台幣三千元到七千元不等。

## 知名製造商
- 威爾遜（Wilson）
- 海德（Head）
- 王子（Prince）
- 鄧祿普（Dunlop）
- 肯尼士（ProKennex）
- 優乃克（Yonex）
- 泰尼飛（Tecnifibre）
- 百寶力（Babolat）
- 史萊辛格（Slazenger）

## 另見
- 電蚊拍